# Ультрафинитизм
Ультрафинитизм (известный также как ультраинтуитивизм, строгий формализм, строгий финитизм, актуализм, предикативизм и сильный финитизм) — крайняя форма финитизма, проявляемая в ряде математических и философско-математических концепций и теорий. Общим для всех форм математического финитизма является отказ от использования интуитивно сомнительной абстракции актуальной бесконечности, например, бесконечного множества натуральных чисел как законченного, завершённого в построении объекта; ультрафинитизм же отрицает или считает малосодержательной абстракцией и потенциальную бесконечность, то есть возможность построения сколь угодно больших конструктивных объектов; как следствие отрицается, например, применимость арифметических операций ко всем натуральным числам.

## Предыстория
Ультрафинитизм продолжает традиции философского финитизма, который был весьма распространён в античном мире и в Средние века, в частности, вследствие авторитета Аристотеля, отрицавшего актуальную бесконечность. В Новое время в математике оформление этих взглядов связано с появлением наивной теории множеств Георга Кантора, которая свободно оперировала актуальными бесконечностями, что привело к обнаружению ряда парадоксов. Попытки устранения парадоксов и доказательства непротиворечивости математики привели, в свою очередь, к появлению и оформлению ряда новых математических направлений — финитизма Гильберта, формализма, логицизма, интуиционизма и конструктивизма. После появления аксиоматической теории множеств, устранившей основные парадоксы теории множеств, теоретико-множественный подход стал доминирующим в преподавании математики, однако конструктивизм как самостоятельное направление математики сохранился и получил содержательное развитие. Взгляды математиков-ультрафинитистов можно считать продолжением и крайней формой конструктивизма.

## Аргументация
Ультрафинитизм отрицает приемлемость конечных математических объектов, алгоритм построения которых существует, но которые настолько велики, что этот алгоритм не может быть реализован в силу физических ограничений. Соответственно отрицается и осмысленность операций с такими объектами. Если финитизм Гильберта и конструктивизм отказывается от абстракции актуальной бесконечности, то ультрафинитизм отказывается от рассмотрения объектов, которые являются «практически» бесконечными.
В частности, отрицается существование целой части первого числа Скьюза:
{\displaystyle e^{e^{e^{79}}}}
на том основании, что никто не смог вычислить это натуральное число, и маловероятно, что это в принципе возможно. Для записи числа Скьюза требуется примерно {\displaystyle 10^{10^{34}}} десятичных цифр, что существенно больше числа элементарных частиц в наблюдаемой части Вселенной, поскольку их не более {\displaystyle 10^{87}}.
Однако эта аргументация апеллирует к здравому смыслу и является скорее физической и философской, а не математической. Книгу академика-физика Зельдовича «Высшая математика для начинающих и её приложения к физике» жёстко критиковал с позиций классической математики академик-математик Понтрягин. Например, определение Зельдовичем производной как отношения «достаточно малых приращений» не только отрицает необходимость перехода к пределу, но вообще не является математическим определением. Академик-математик и отчасти физик Арнольд предложил такой аргумент для защиты:

Книга начиналась с эпатирующего определения производной как отношения приращений «в предположении, что они достаточно малы». Это кощунственное с точки зрения ортодоксальной математики определение «физически», конечно, совершенно оправдано, ибо приращения физической величины меньше, чем, скажем, 10−100, являются чистейшей фикцией — структура пространства и времени в таких масштабах может оказаться весьма далёкой от математического континуума.

Аргумент Арнольда имеет форму предположения, но его можно дополнить тем бесспорным фактом, что, например, дифференциальное уравнение теплопроводности при таких масштабах бессмысленно, поскольку температура есть результат усреднения энергий молекул. Классическое определение производной в данном случае несостоятельно в силу отсутствия предела. Но уравнение позволяет проводить высокоточные расчёты, поскольку работает определение Зельдовича.
Значительного продвижения в построении полностью «конечной» математики добился создатель альтернативной теории множеств Петр Вопенка.
Однако ультрафинитизм, в отличие от конструктивизма, не стал полноценным направлением математики и остаётся в основном философией части математиков. Логик-конструктивист Анне Шерп Трулстра в фундаментальном обзоре «Конструктивизм в математике (1988)» отметил «отсутствие удовлетворительного развития» в том смысле, что соответствующих работ по математической логике нет.

## Исследователи, ассоциируемые с ультрафинитизмом
Есенин-Вольпин в 1962 году опубликовал программу построения основ ультрафинитистской математики.
К числу математиков, которые публиковали работы по тематике ультрафинитизма или публично высказывали близкие взгляды также относятся Дорон Цейльбергер, Эдуард Нельсон, Рохит Дживанлал Парих, и Жан-Поль ван Бендегем, Петр Вопенка, Робин Ганди.
Некоторые математики не считают важным и нужным высказываться публично о непринципиальных для них вопросах философии математики, но могут иметь весьма радикальные взгляды. Например, советский академик Успенский Я. В. в частном письме 1926 года характеризовал теорию множеств как «канторовско-лебеговскую дребедень».